# دافي كلاسن
دافي كلاسين (بالهولندية: Davy Klaassen) وهو لاعب كُرة قدم هولندي في مركز الوسط المهاجم ولد في يوم 21 فبراير 1993 في مدينة هيلفرسوم في هولندا، يلعب حاليًا مع نادي إيفرتون الإنجليزي قادما من فريق أياكس امستردام بمبلغ تجاوز 30 مليون دولار في صيف 2017. يلعب كذلك في صفوف منتخب هولندا لكرة القدم ويبلغ طوله 185 سم.

## مسيرته الكروية
لعب دافي كلاسن خلال مسيرته الاحترافية مع 3 أندية في تسعة مواسم وسجل خلالها 56 هدفًا ضمن 199 مباراة. ولم يفز بأي موسم بالكأس وفاز في ثلاثة مواسم بالدوري.
خاض دافي كلاسن مسيرته مع نادي أياكس أمستردام في موسم 2011–12 ليلعب معه ستة مواسم، مشاركًا في 126 مباراة سجل خلالها 44 هدفًا. ثم انتقل إلى نادي إيفرتون في موسم 2017–18 لمدة موسم واحد، حيث شارك في 7 مباريات ولم يسجل أي هدف. لينتقل بعدها إلى نادي فيردر بريمن في موسم 2018–19 ولمدة موسمين، مشاركًا في 66 مباراة سجل خلالها 12 هدفًا.

## وصلات خارجية
- دافي كلاسن على موقع الاتحاد الدولي (مؤرشف)  (الإنجليزية)
- دافي كلاسن على موقع الاتحاد الأوربي (الإنجليزية)
- دافي كلاسن على موقع قاعدة بيانات كرة القدم.إي يو (الإنجليزية)
- دافي كلاسن على موقع ليكيب (الفرنسية)
- دافي كلاسن على موقع ناشيونال فوتبول تيمز (الإنجليزية)
- دافي كلاسن على موقع Soccerbase.com (لاعب) (الإنجليزية)
- دافي كلاسن على موقع Soccerway.com (الإنجليزية)
- دافي كلاسن على موقع عالم كرة القدم.نت (الإنجليزية)
- دافي كلاسن على موقع كووورة
- دافي كلاسن على موقع AS.com (الإسبانية)